# Нешков, Хрисанф Павлович
Хрисанф Па́влович Не́шков (18 [30] марта 1917 — 26 апреля 2008, Москва) — советский партийный и государственный деятель, первый секретарь Калининского промышленного обкома КПСС (1963—64 гг.), Секретарь Президиума Верховного Совета РСФСР (1967—87 гг.).

## Биография
Окончил Московский институт стали им. И. В. Сталина (1941).
С 1941 на заводе № 491 Наркомата (Министерства) авиационной пром-сти в Кимрах: мастер, начальник цеха, начальник механической лаборатории, начальник центрально-заводской лаборатории, и. о. главного металлурга, секретарь парткома завода. Член ВКП(б) с 1944 г.
В 1950—1952 гг. — секретарь Кимрского горкома ВКП(б).
В 1952—1959 гг. в Калининском обкоме КПСС:
- 1952 г. — заведующий отделом машиностроения,
- 1953 г. — заместитель заведующего, первый заместитель заведующего промышленно-транспортным отделом,
- 1954 г. — заведующий промышленно-транспортным отделом,
- 1954—1956 гг. — заведующий отделом тяжелой промышленности,
- 1956—1957 гг. — заведующий промышленно-транспортным отделом,
- 1957—1959 гг. — секретарь Калининского обкома КПСС.

В 1959—1960 гг. — заместитель председателя Калининского облисполкома.
В 1960—1961 гг. — первый заместитель председателя СНХ Калининского административного экономического района.
В марте-июне 1961 гг. — первый секретарь Калининского горкома КПСС.
В 1961—1963 гг. — второй секретарь Калининского обкома КПСС.
В 1963—1964 гг. — первый секретарь Калининского промышленного обкома КПСС.
В 1964—1967 гг. — второй секретарь Калининского обкома КПСС.
В 1967—1987 гг. — секретарь Президиума Верховного Совета РСФСР.
С июля 1987 г. — персональный пенсионер союзного значения.
Депутат Верховного Совета РСФСР 6-11 созывов.
Похоронен в Москве на Троекуровском кладбище.